# Mistrzostwa Świata w Piłce Nożnej Plażowej 2001
Mistrzostwa świata w piłce nożnej plażowej 2001 – siódme rozgrywki o tytuł mistrza świata. Turniej został rozegrany na Costa do Sauípe w lutym 2001.

## Zespoły zakwalifikowane
| Drużyna           | Strefa kwalifikacyjna | Liczba występów do tej pory | Najlepszy wynik                                  | Ostatni występ |
| ----------------- | --------------------- | --------------------------- | ------------------------------------------------ | -------------- |
| Stany Zjednoczone | Ameryka Północna      | 6                           | II miejsce (1995)                                | 2000           |
| Argentyna         | Ameryka Południowa    | 5                           | IV miejsce (1997)                                | 2000           |
| Brazylia          | Ameryka Południowa    | 6                           | Mistrzostwo (1995, 1996, 1997, 1998, 1999, 2000) | 2000           |
| Urugwaj           | Ameryka Południowa    | 6                           | II miejsce (1996, 1997)                          | 2000           |
| Peru              | Ameryka Południowa    | 3                           | II miejsce (2000)                                | 2000           |
| Wenezuela         | Ameryka Południowa    | 1                           | Ćwierćfinał (2000)                               | 2000           |
| Francja           | Europa                | 4                           | II miejsce (1998)                                | 2000           |
| Hiszpania         | Europa                | 3                           | III miejsce (2000)                               | 2000           |
| Portugalia        | Europa                | 4                           | II miejsce (1999)                                | 2000           |
| Włochy            | Europa                | 6                           | III miejsce (1996)                               | 2000           |
| Niemcy            | Europa                | 1                           | Faza Grupowa (2000)                              | 2000           |
| Turcja            | Europa                | debiutant                   | debiutant                                        | debiutant      |

## Faza grupowa

### Grupa A
Tabela:
| lp | Reprezentacja | M | Z | R | P | Bramki | Pkt |
| -- | ------------- | - | - | - | - | ------ | --- |
| 1. | Brazylia      | 2 | 2 | 0 | 0 | 21 - 3 | 6   |
| 2. | Włochy        | 2 | 1 | 0 | 1 | 4 - 13 | 3   |
| 3. | Niemcy        | 2 | 0 | 0 | 2 | 5 - 14 | 0   |

Wyniki:
| Brazylia | 11 - 0 | Włochy |
| Brazylia | 10 - 3 | Niemcy |
| Włochy   | 4 - 2  | Niemcy |

### Grupa B
Tabela:
| lp | Reprezentacja | M | Z | R | P | Bramki | Pkt |
| -- | ------------- | - | - | - | - | ------ | --- |
| 1. | Francja       | 2 | 2 | 0 | 0 | 11 - 6 | 6   |
| 2. | Peru          | 2 | 1 | 0 | 1 | 8 - 9  | 3   |
| 3. | Wenezuela     | 2 | 0 | 0 | 2 | 7 - 11 | 0   |

Wyniki:
| Peru    | 5 - 4 | Wenezuela |
| Francja | 6 - 3 | Wenezuela |
| Francja | 5 - 3 | Peru      |

### Grupa C
Tabela:
| lp | Reprezentacja     | M | Z | R | P | Bramki | Pkt |
| -- | ----------------- | - | - | - | - | ------ | --- |
| 1. | Portugalia        | 2 | 2 | 0 | 0 | 11 - 3 | 6   |
| 2. | Stany Zjednoczone | 2 | 1 | 0 | 1 | 5 - 4  | 3   |
| 3. | Urugwaj           | 2 | 0 | 0 | 2 | 1 - 8  | 0   |

Wyniki:
| Portugalia        | 5 - 1 | Urugwaj           |
| Portugalia        | 4 - 2 | Stany Zjednoczone |
| Stany Zjednoczone | 3 - 0 | Urugwaj           |

### Grupa D
Tabela:
| lp | Reprezentacja | M | Z | R | P | Bramki | Pkt |
| -- | ------------- | - | - | - | - | ------ | --- |
| 1. | Argentyna     | 2 | 2 | 0 | 0 | 6 - 0  | 6   |
| 2. | Hiszpania     | 2 | 1 | 0 | 1 | 2 - 4  | 3   |
| 3. | Turcja        | 2 | 1 | 0 | 1 | 1 - 5  | 0   |

Wyniki:
| Hiszpania | 2 - 1 | Turcja    |
| Argentyna | 3 - 0 | Turcja    |
| Argentyna | 3 - 0 | Hiszpania |

## Faza Pucharowa

### Ćwierćfinały
| Francja    | 5 - 4 | Włochy            |
| Argentyna  | 5 - 1 | Stany Zjednoczone |
| Portugalia | 1 - 0 | Hiszpania         |
| Brazylia   | 7 - 1 | Peru              |

### Półfinały
| Portugalia | 6 - 5 | Brazylia  |
| Francja    | 6 - 5 | Argentyna |

### Mecz o 3 miejsce
| Argentyna | 4 - 2 | Brazylia |

### Finał
| Portugalia | 9 - 3 | Francja |

## Nagrody
- MVP: Hernani ( Portugalia)
- Król strzelców: Alan ( Portugalia) - 10 bramek
- Najlepszy bramkarz: Pascal Olmeta ( Francja)